# Felix Monsén
Felix Keller Schjelderup Monsén, född 6 november 1994 i Saltsjöbadens församling, är en svensk utförsåkare med fokus på fartgrenarna. 
2006 flyttade familjen Monsén från Saltsjöbaden till Åre då fadern Johan Monsén blev chef för det svenska alpina landslaget. Felix Monsén gick på skidgymnasiet i Järpen. 2017 togs han ut till Sveriges Olympiska Kommitténs Topp och Talang-program.

## Meriter i urval
- 4 SM-guld
- 1 Europacuppallplats
- 16:e plats VM i Sankt Moritz 2017